# Anahí
Anahí, pseudonimo di Anahí Giovanna Puente Portilla (Città del Messico, 14 maggio 1983), è una cantante e attrice messicana.

## Biografia
A due anni cominciò la sua carriera nel programma Chiquilladas (che significa "ragazzate") e durante vari anni fu l'immagine di una nuova star.
Inoltre il programma Te doy un besito ("Ti do un bacino") interpretato dalla cantante è stato utilizzato per chiudere giornalmente la programmazione dedicata ai ragazzi di Canale 5.
Ha partecipato anche a diversi film, come Nacidos para morir ("Nati per morire"), con Humberto Zurita, Una volta c'era stata una stella con David Reynoso e Pedro Fernàndez, tra gli altri.
Da quando era molto piccola, Anahí ha realizzato vari lavori per la televisione ed ha sorpreso tutti per il suo carisma e la sua innata qualità artistica. Alcuni dei programmi che hanno visto la sua partecipazione sono stati Chiquilladas, Mujeres casos de la vida real ("Donne casi della vita reale"), Hora marcada ("Ora marcata"), La telaraña ("La ragnatela").

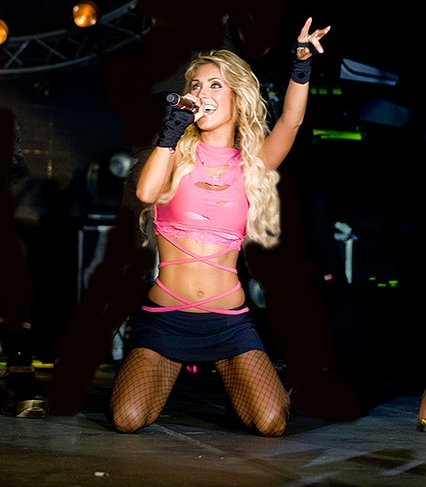
Anahí in concerto, 2008

Anahí non ha avuto molto successo di pubblico, anche se durante la sua carriera ha ottenuto vari premi come "El Ariel" per la sua partecipazione al film "Habìa una vez una estrella" nel 1991; in quello stesso anno ha vinto "La Palma d'Oro" per la sua carriera come attrice infantile.
Nel 2004 il produttore Pedro Damian le offrì un ruolo da protagonista nella telenovela Rebelde ("Ribelli") e da lì si formò il gruppo RBD, composto da Anahí, Dulce María, Maite Perroni, Christopher Uckermann, Alfonso Herrera e Christian Chávez.
Nell'aprile del 2009, Anahí ha creato un sito ufficiale e una pagina Twitter annunciando il suo primo album da solista. Fino ad oggi, è lei la star più seguita su Twitter messicana con oltre 10 milioni di seguaci.
Ha debuttato con il suo primo singolo da solista dopo lo scioglimento di RBD, Mi Delirio, ai Premios Juventud 2009 a Miami, Florida. Il lavoro è stato pubblicato per il download digitale il 18 agosto 2009, ed è stato immesso sul mercato il 24 novembre 2009. L'album di Anahí è stato certificato oro in Brasile, e la cantante è divenuta il secondo artista messicano, dopo Thalía, ad ottenere la certificazione Gold in quel paese.
"Mi Delirio World Tour" è il primo tour della cantante messicana che lo ha cominciato il 3 novembre 2009 in Brasile, e poi è stata in tournée in Brasile, Argentina, Venezuela, Cile, Romania, Serbia, Slovenia, Croazia, Polonia, Spagna, Stati Uniti, Ecuador e Messico.

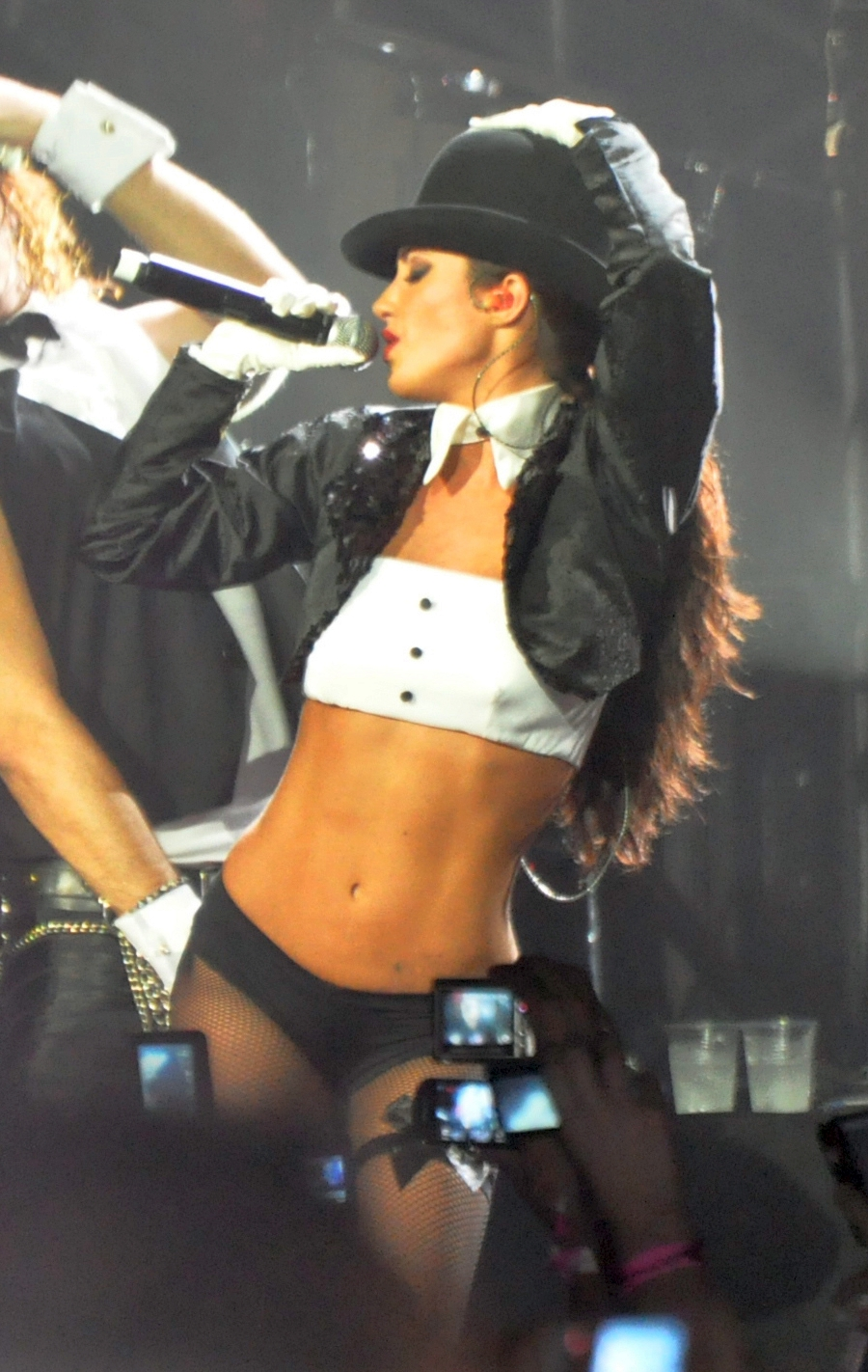
Anahí a San Paolo del Brasile per il Mi Delirio World Tour

Dopo il successo di Mi Delirio, il 23 novembre 2010 la cantante ha pubblicato Mi Delirio - Edición Deluxe. L'album include tutti i brani pubblicati nel primo album, più altre quattro canzoni: Alérgico, Pobre Tu Alma, Ni Una Palabra e Aleph. Le prime due sono state scelte per la promozione dell'album che contiene anche una lettera dello scrittore brasiliano Paulo Coelho indirizzata ad Anahí, una galleria fotografica e un messaggio scritto da Anahí ai suoi fan.
Nel 2011, Anahí e Christian Chavez hanno lavorato insieme per la prima volta con gli RBD. Hanno registrato una canzone intitolata Libertad che è stata pubblicata su iTunes il 12 aprile 2011 e inclusa nel nuovo album Christian Chávez.
Nel maggio 2011 Anahí, insieme agli artisti pop Bryan Amadeus e Ale Sergi, è stata invitata da MTV Latin America per eseguire la sigla di apertura della serie TV Popland!. La canzone, dal titolo Click, è stata pubblicata su iTunes il 13 settembre 2011. È stato anche girato un video con i tre cantanti che si divertono in un parco giochi e in posa per Click.
Nel luglio 2011, Anahí ha pubblicato una nuova canzone intitolata Dividida, inclusa nel suo nuovo album e tema di apertura della serie TV di cui è protagonista, Dos hogares ("Due Case"). La canzone è disponibile per il download su iTunes. Durante le riprese della serie TV, ha anche registrato la sigla finale con Carlos Ponce. La canzone intitolata Rendirme En Tu Amor è stata pubblicata il 24 luglio 2011.
Nell'ottobre 2011, Anahí ha partecipato alla chiamata globale per la pace - "Imagine One Billion Faces For Peace". Anahí è uno degli ambasciatori globali, crea la sua scultura per la non-violenza e partecipa con un messaggio di amore e di pace per il Messico, il Brasile e l'intero pianeta.
Nel 2012, insieme ad altri ambasciatori globali, ha presentato la sua scultura al World Expo, Pistole per la pace che si è tenuto a Londra nel 2012, durante i Giochi Olimpici. Nello stesso anno, Anahí, Noel Schajris e Claudia Brant hanno lavorato insieme per il nuovo singolo della cantante messicana Absurda, che è uscito ufficialmente il 4 febbraio 2013.
L’attrice disse alla rivista “Caras México”, che il singolo non avrebbe fatto parte di un album.
Dopo il suo matrimonio con il governatore Manuel Velasco Coello, Anahí annunciò, tramite una foto su Instagram, che non avrebbe lasciato la sua vita professionale. Il 26 maggio 2015, Anahí ritorna alla musica con il singolo Están ahí.
Il 10 luglio 2015 si confermò ufficialmente il ritorno alla musica della cantante. Il 16 luglio 2015, si realizza Rumba, appartenente al suo nuovo album in studio, interpretato per la prima volta a Premios Juventud 2015. Il singolo è una collaborazione con il cantante boricuo Wisin, e fu messo in vendita attraverso download digitale il 24 luglio 2015. Il 27 agosto 2015, è stato presentato il video musicale del singolo, prodotto da Jessy Terrero e registrato a Miami. Il singolo ha conquistato il numero uno nella lista Billboard Tropical Airplay, diventando il primo singolo numero uno di Anahí negli Stati Uniti.
Il 20 ottobre 2015, la cantante annunciò che il nome del suo sesto album in studio è Amnesia, e il secondo singolo dell’album è Boom cha, una collaborazione con la cantante brasiliana Zuzuka Poderosa.
Il 12 novembre 2015 si realizzò la seconda stagione del reality show Lucky Ladies del canale Fox Life Latinoamérica, Anahí fece una partecipazione dove sua sorella Marichelo partecipa.
Il giorno 11 dicembre 2015 Anahí  lanciò il suo secondo singolo dell’album chiamato Boom cha, attraverso il download digitale,una collaborazione con la cantante brasiliana Zuzuka Poderosa. Lo stesso giorno si presentò il video musicale attraverso il suo account Vevo, fu diretto da Pablo Croce.
Il 16 dicembre 2015, Anahí insieme a suo marito Manuel Velasco Coello viaggiano a Città del Vaticano e conoscono Papa Francesco.
Il 2 febbraio 2016, Anahí presentò Amigo Francisco, una canzone interpretata insieme al cantante Julión Álvarez destinata a dare il benvenuto al Papa Francesco nella sua visita allo stato di Chiapas. Il 3 febbraio 2016 si realizzò la registrazione del video musicale della canzone. Fu presentato il 6 febbraio 2016 nella pagina Facebook ufficiale della cantante.
Il 12 febbraio 2016 si lanciò Eres, terzo singolo dell’album in studio e a duo con il cantante messicano Julión Álvarez.
Il 15 febbraio 2016, Anahí insieme a suo marito Manuel Velasco Coello, ricevono Papa Francesco nell’aeroporto di Tuxtla Gutiérrez, Chiapas. Successivamente assistono al “Centro Deportivo Municipal”.
Finalmente, il 18 maggio 2016 durante un Facebook live annunciò che il disco si sarebbe chiamato Inesperado e che sarebbe salito alla vendita il 3 giugno 2016. Questo stesso giorno fu realizzata la registrazione del video musicale del prossimo singolo chiamato Amnesia.
In agosto 2016, Anahí registrò insieme al cantante Juan Gabriel il tema Dejame vivir per l’album di duetti del cantante.
Il 17 novembre 2016 si lanciò alla vendita il tema Bailando sin salir de casa che realizzò in duetto con la vocalista della band Matute per l’album Duetos fanstásticos. La canzone è un cover della canzone lanciata nel 1986 dalla cantante Marta Sánchez.

## Vita privata
Prima di entrare a far parte del cast di Clase 406, Anahí affrontò un grave disturbo dell’alimentazione, chiamato anoressia nervosa. Arrivò a pesare 35 chili, stando dentro e fuori cinque differenti centri di trattamento, e presso vari medici e psicologi in Messico. Il 29 aprile 2001, la cantante ritornò dalle vacanze con la sua famiglia, e iniziò ad avere sensazioni di svenimento, venne portata in un ospitale, dove il suo cuore si fermò per otto secondi.
L’11 marzo 2011, Anahí con il suo gruppo di lavoro, comunicarono attraverso il profilo ufficiale in Facebook  che l’artista era uscita da un’operazione di emergenza in un ospitale di Città del Messico. Si spiegava che «le vennero fatti alcuni studi medici, nei quali si scoprì attraverso una tomografia che l’ossigeno che naturalmente deve arrivare al cervello, era bloccato in grande percentuale, per una partizione deviata nella narice causato da un colpo in giovane età. I medici immediatamente determinarono che questa era la causa principale di vali malori di cui Anahí soffriva negli ultimi anni, però che principalmente, era causa di infarto e che doveva essere operata immediatamente.» Si disse anche che l’operazione fu un successo. L’operazione fu realizzata dal chirurgo messicano Raúl Pérez Infante.
Nell'aprile del 2012, Anahí iniziò a frequentare il governatore del Chiapas, Manuel Velasco Coello. Durante un’intervista con la rivista Caras México nel marzo del 2013, Anahí confessò che un amico le presentò Manuel, aggiungendo «Ammiro la sua integrità perché mi ha dimostrato di essere un uomo con valori e principi. Mi piace il ruolo che da alla famiglia e l’amore con il quale tratta sua madre. Ammiro la forza che ha per non lasciar mai di lottare per i suoi obiettivi però sopra tutto, che è un uomo molto buono, nobile e con un grande cuore.»  Il 9 settembre 2013, Manuel Velasco Coello confermò durante un'intervista che il matrimonio con la cantante si sarebbe celebrato tra il 2014 e il 2015 nel Chiapas.
Nel settembre del 2014, Anahí e Manuel Velasco Coello annunciarono il loro impegno. Nel gennaio 2015, Leticia Coello, madre di Manuel Velasco Coello disse che le nozze si sarebbero realizzate nel mese di aprile. Il 7 gennaio 2015, Anahí rivelò attraverso il suo profilo Instagram che la confezione del vestito conterebbe con il lavoro di donne chiapanecas, il disegno sarebbe stato a carico del disegnatore messicano Benito Santos e José Ramón Hernández sarebbe stato il coordinatore di moda.
Il 19 aprile 2015, il governatore Manuel Velasco Coello emise un comunicato dove segnalò che la sua unione matrimoniale con Anahí non avrebbe previsto ricevimento, nemmeno festa, e nemmeno luna di miele per il suo lavoro. Infine chiarì che il governo non realizzò nessuna remodellazione nella Catedral de San Marcos en Tuxtla Gutiérrez per le sue nozze.
Il 25 aprile 2015, Anahí e Manuel Velasco Coello contrassero matrimonio nella Catedral de San Cristóbal de las Casas en San Cristóbal de Las Casas, Chiapas. Fu ufficiata dal vescovo Felipe Arizmendi Esquiel e contò con l’assistenza di solo cento persone vicine alla coppia. Le nozze, anche essendo austere come avevano dichiarato i fidanzati, ricevettero una grande attenzione a livello internazionale, e vennero considerate le nozze dell’anno.
Il 22 agosto 2015, Anahí e Manuel Velasco festeggiarono le loro seconde nozze, questa volta civili. La cerimonia privata fu effettuata nel Club de Golf Bosques de Santa Fe in Città del Messico. Fra gli invitati stavano politici e amici intimi della coppia come il produttore messicano Pedro Damián e il cantante Christian Chávez.
L’11 settembre 2016 annunciò la sua gravidanza attraverso il suo profilo Instagram. Anahí realizzò una sessione di foto esclusive per la rivista messicana Caras dove raccontò dettagli e assicurò che sarebbe stato un bambino.
Nell’ottobre 2016 annunciò mediante una foto pubblicata nel suo profilo Instagram che il nome del suo primo figlio sarebbe stato Manuel.
Il 18 gennaio 2017, Anahí annunciò attraverso il suo profilo Instagram la nascita del suo primogenito, Manuel Velasco, il 17 gennaio 2017 alle 10:36 p.m. in Tuxtla Gutiérrez, Chiapas. Secondo informazioni provviste dal giornale Reforma, il bebé pesava 2.6 chili e alto 49 centimetri. Il 29 gennaio 2017 mostrò la prima immagine del suo primogenito attraverso Instagram.
Il 28 ottobre 2019 ha annunciato, tramite una copertina realizzata con la rivista messicana Quién , la sua seconda gravidanza. L'8 novembre 2019 ha rivelato il sesso, un maschio, e lo stesso giorno ha anche annunciato il nome del suo secondo figlio Emiliano. Il 3 febbraio 2020, Anahí ha annunciato attraverso i suoi social network la nascita del suo secondo figlio, Emiliano, il 2 febbraio 2020 alle 23:37.

## Filmografia

### Cinema
- Había una vez una estrella, regia di Sergio Véjar (1989)
- Nacidos para morir, regia di René Cardona III (1991)
- El ganador, regia di Sergio Véjar (1992)
- Ayudame compadre, regia di Sergio Véjar (1992)
- Inesperado amor, regia di Leopoldo Laborde (1999)

### Televisione
- Chiquilladas – serie TV (1982)
- La telaraña – serie TV (1986)
- Súper ondas – serie TV (1989)
- Hora Marcada – serie TV, 2 episodi (1989)
- Papá soltero – serie TV, 1 episodio (1990)
- Asesinato a sangre fría, regia di Sergio Véjar – film TV (1990)
- Madres egoístas – serie TV, episodi 1x1 (1991)
- Muchachitas – serie TV, episodi 1x1 (1991)
- Ángeles sin paraíso – serie TV (1992)
- Ali del destino (Alondra) – serie TV, episodi 1x1-1x2-1x3 (1995)
- Tu y yo – serie TV, episodi 1x1-1x2-1x3 (1996)
- Mi pequeña traviesa – serie TV, episodi 1x1-1x2 (1997)
- Vivo por Elena – serie TV, episodi 1x1 (1998)
- El diario de Daniela – serie TV, 100 episodi (1998-1999)
- Primer amor... a mil por hora – serie TV, episodi 1x3 (2000)
- Mujeres engañadas – serie TV, 7 episodi (1999-2000)
- Primer amor... tres años después, regia di María Eugenia Cervantes – film TV (2001)
- Mujer, casos de la vida real – serie TV, 3 episodi (1990-2001)
- Clase 406 – serie TV, 31 episodi (2003)
- La energía de Sonric'slandia – serie TV, episodi 1x11-1x18 (2005)
- Rebelde – serie TV, 14 episodi (2004-2006)
- RBD: La familia – serie TV, 13 episodi (2007)
- Dos hogares – serie TV, 151 episodi (2011-2012)
- Premios Juventud, regia di Johnny Vasallo – speciale TV (2015)

## Discografia parziale

### Discografia solista

#### Album in studio
- 1992 - Anahí
- 1996 - Hoy es mañana
- 1997 - Anclado en mi corazón
- 2000 - Baby Blue
- 2009 - Mi Delirio
- 2016 - Inesperado

#### Raccolte
- 2005 - Antología
- 2006 - Una rebelde en solitario
- 2006 - Antes de ser rebelde

#### EP
- 2010 - Alérgico (Fan Edition) - EP

#### Singoli
- 1996 - Descontrolándote
- 1996 - Corazón de bombón
- 1996 - Por volverte a ver
- 1996 - No me comparen
- 1997 - Anclado en mi corazón
- 1997 - Escándalo
- 1997 - Salsa reggae
- 2000 - Primer amor
- 2001 - Superenamorándome
- 2001 - Juntos feat. Kuno Becker con Kuno Becker
- 2001 - Desesperadamente sola
- 2001 - Tu amor cayó del cielo
- 2009 - El regalo mas grande con Dulce Maria e Tiziano Ferro
- 2009 - Mi delirio
- 2010 - Quiero
- 2010 - Me hipnotizas
- 2010 - Alérgico
- 2011 - Para Qué
- 2011 - Dividida
- 2011 - Rendirme en tu amor con Carlos Ponce
- 2011 - Libertad con Christian Chávez
- 2011 - Click
- 2013 - Absurda
- 2015 - Estan Ahi
- 2015 - Boom Cha con Zuzuka Poderosa
- 2015 - Rumba con Wisin
- 2016 - Eres
- 2016 -  Amnesia
- 2016 - Amigo Francisco
- 2016 -  Bailando sin salir de casa con Matute
- 2020 - Latidos
- 2021 - Nuestro Amor con Moderatto

#### Tour
- 2009 - El Universo Conspira: Pocket Show
- 2009-2011 - Mi Delirio World Tour